# Simon-Pierre Denys de Bonnaventure
Simon-Pierre Denys de Bonnaventure, né le 22 juin 1659 à Trois-Rivières et mort le 7 février 1711 à Rochefort-sur-Mer, est un gouverneur de l'Acadie de 1705 à 1706.

## Biographie
Bonaventure entre dans les troupes de la marine et est employé par la Compagnie du Nord, une compagnie de traite que des marchands français et canadiens avaient mise sur pied en 1682. Il devient lui-même administrateur d'une société de pêcherie située à Percé dans la péninsule de Gaspésie.
En 1690, les Anglais viennent piller et détruire ses établissements de pêche de Percé. La même année, prenant le commandement du Saint-François-Xavier, Bonaventure accompagne le Sainte-Anne que commandait Pierre Le Moyne, sieur d'Iberville et d'Ardillières. Les deux équipages menacent deux forts britanniques dans la baie d'Hudson et l'un d'eux et même incendié par ses occupants. Bonaventure revient de la baie d'Hudson vers Québec avec des stocks de pelleterie. Il repart ensuite vers la France.
En 1691, commandant le Soleil d’Afrique, Bonaventure amène de France, Joseph Robineau de Villebon, le nouveau gouverneur de l’Acadie.
En 1696 Bonaventure commande la flûte le Profond. Avec Pierre Le Moyne d'Iberville, Jean-Vincent d'Abbadie de Saint-Castin et les Amérindiens Abénaquis, il participe à la capture du fort Pemaquid qui est rasé.
Bonaventure continue à approvisionner l'Acadie. Il devient commandant en second sous la gouvernance de Jacques-François de Monbeton de Brouillan. Il est nommé lieutenant du roi de Port-Royal. À la suite de la mort de Monbeton de Brouillan, il devient gouverneur par intérim de l'Acadie en 1705 jusqu'à la nomination du nouveau gouverneur 
Daniel d'Auger de Subercase en 1706.
En 1710, d'importantes forces anglaises attaquent Port-Royal. Bonaventure et la garnison de Port-Royal sont rapatriés à La Rochelle. Bonaventure propose au royaume de France une contre-attaque pour reprendre Port-Royal, mais il meurt à Rochefort-sur-Mer en 1711, sans avoir obtenu de réponse.

## Hommages
La rue Bonaventure a été nommée en son honneur dans la ville de Québec.